# Klaus Neumann
Klaus Neumann (5. října 1923 – 10. prosince 2000), stíhací pilot, byl jedním z leteckých es německého válečného letectva, Luftwaffe. Provedl kolem 200 bojových letů, v nichž dosáhl 37 vítězství. Byl vyznamenán Rytířským křížem Železného kříže.

## Narození
Klaus Neumann se narodil 5. října 1923. Místem jeho narození bylo malé město Wettin v Sasku-Anhaltsku v tehdejší Výmarské republice.

## Služba v Luftwaffe

### JG 51
Mladý Unteroffizier (četař) Klaus Neumann podstoupil svůj první bojový let u 2. letky JG 51 (Jagdgeschwader 51 – Stíhací křídlo 51) v květnu roku 1943 na východní frontě. U této perutě dosáhl 15. července 1943 svého prvního vítězství. Na nebi nad východní frontou dosáhl celkem 12 vítězství. 25. června 1944 byla 2. letka JG 51 přesunuta do Německa, kde byla připojena k JG 3. Stále však oficiálně patřila k JG 51. Než se 10. srpna stala 16. letkou JG 3, dosáhl Neumann ještě 6 sestřelů, z nichž všech 6 byly americké čtyřmotorové bombardéry.

### JG 3

Znak Jagdgeschwader 3

První letoun jako člen JG 3 sestřelil Neumann 15. srpna 1944. Byl jím americký bombardér B-17. 28. srpna sestřelil Neumann se svým FW 190A-8 v souboji nad jihomoravským Boskovštejnem, v tehdejším Protektorátu Čechy a Morava, svůj první americký P 51 Mustang poté, co se nedaleko od Vídně pokusil zaútočit na americký bombardovací svaz. 25. listopadu byl Neumann, již v hodnosti Feldwebel (rotmistr), navržen na vyznamenání Rytířským křížem Železného kříže. Vyznamenání mu bylo předáno 9. prosince Adolfem Hitlerem osobně. U 16. letky JG 3 dosáhl Neumann celkem 14 vítězství.

### JG 7

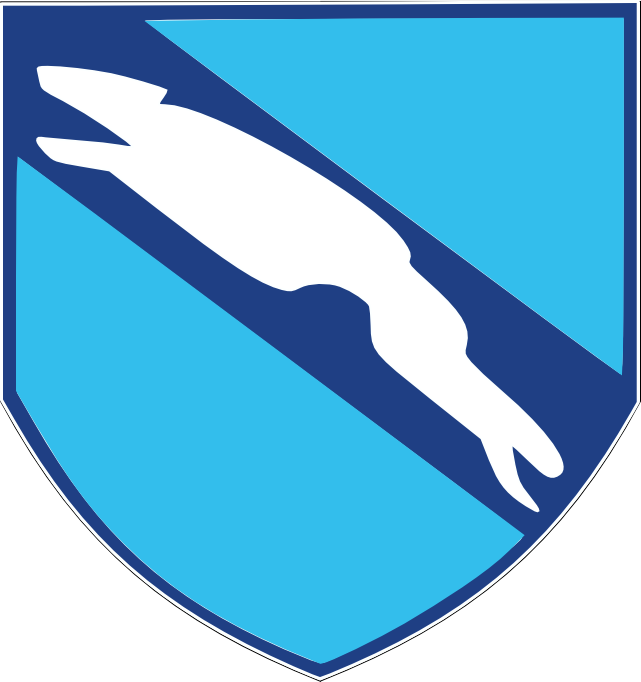
Znak Jagdgeschwader 7

V lednu roku 1945 byl Klaus Neumann přeložen k JG 7 (1. jednotka na světě, vyzbrojená proudovými letouny), kde sloužil na štábní pozici. Zde měl neshody s Majorem (major) Theodor Weissenbergerem. Poté byl Oberstem (plukovník) Johannesem Steinhoffem a Oberstleutnantem (podplukovník) Adolfem Gallandem pozván do JV 44.

### JV 44

Znak Jagdverband 44

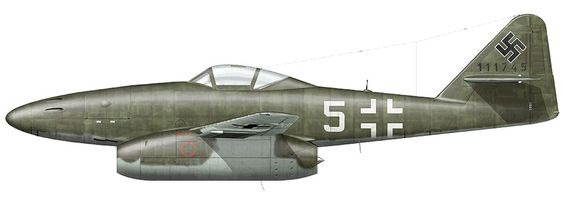
Me 262 z JV44

Jagdverband 44 (Stíhací jednotka 44) byl elitní stíhací útvar, používající především proudové Me 262. U této jednotky sestřelil, již jako Leutnant (poručík), s Me 262 posledních 5 nepřátelských strojů. Jeho poslední obětí byl střední bombardér B 26, který sestřelil 26. dubna 1945.

## Závěr
Poručík Luftwaffe Klaus Neumann dosáhl celkem 37 sestřelů a nalétal kolem 200 bojových letů. Obzvláště úspěšným byl proti spojeneckým bombardovacím letounům. Válku přežil a zemřel 10. prosince roku 2000 ve věku 77 let.

## Seznam sestřelů
| Číslo | Datum     | Sestřelený letoun | Jednotka |
| ----- | --------- | ----------------- | -------- |
| 1.    | 15.7.1943 | neznámý           | 2./JG 51 |
| 2.    | -         | neznámý           | 2./JG 51 |
| 3.    | -         | neznámý           | 2./JG 51 |
| 4.    | -         | neznámý           | 2./JG 51 |
| 5.    | -         | neznámý           | 2./JG 51 |
| 6.    | -         | neznámý           | 2./JG 51 |
| 7.    | -         | neznámý           | 2./JG 51 |
| 8.    | -         | neznámý           | 2./JG 51 |
| 9.    | -         | neznámý           | 2./JG 51 |
| 10.   | -         | neznámý           | 2./JG 51 |
| 11.   | -         | neznámý           | 2./JG 51 |
| 12.   | -         | neznámý           | 2./JG 51 |
| 13.   | 7.7.1944  | B 24              | 2./JG 51 |
| 14.   | 20.7.1944 | B 17              | 2./JG 51 |
| 15.   | 20.7.1944 | B 17              | 2./JG 51 |
| 16.   | 29.7.1944 | B 17              | 2./JG 51 |
| 17.   | 3.8.1944  | B 24              | 2./JG 51 |
| 18.   | 3.8.1944  | B 17              | 2./JG 51 |
| 19.   | 15.8.1944 | B 17              | 16./JG 3 |
| 20.   | 16.8.1944 | B 17              | 16./JG 3 |
| 21.   | 22.8.1944 | B 24              | 16./JG 3 |
| 22.   | 23.8.1944 | B 24              | 16./JG 3 |
| 23.   | 28.8.1944 | P 51              | 16./JG 3 |
| 24.   | 29.8.1944 | B 17              | 16./JG 3 |
| 25.   | 11.9.1944 | B 17              | 16./JG 3 |
| 26.   | 12.9.1944 | B 17              | 16./JG 3 |
| 27.   | 27.9.1944 | B 24              | 16./JG 3 |
| 28.   | 27.9.1944 | B 24              | 16./JG 3 |
| 29.   | 28.9.1944 | B 17              | 16./JG 3 |
| 30    | 7.10.1944 | B 17              | 16./JG 3 |
| 31.   | 2.11.1944 | B 17              | 16./JG 3 |
| 32.   | 2.11.1944 | B 17              | 16./JG 3 |
| 33.   | 1945      | neznámý           | JV 44    |
| 34.   | 1945      | neznámý           | JV 44    |
| 35.   | 1945      | neznámý           | JV 44    |
| 36.   | 7.4.1945  | P 51              | JV 44    |
| 37.   | 26.4.1945 | B 26              | JV 44    |

## Vyznamenání
- Rytířský kříž Železného kříže

Vzhledem k bojovým úspěchům Klause Neumanna je více než pravděpodobné, že obdržel i jiná vyznamenání a ocenění.